# 陈素真
陈素真（1918年4月30日—1994年3月29日），原名王若瑜，女，河南开封人，中国豫剧表演艺术家。她8岁拜师，10岁登台，是豫剧界第一代女演员，曾被誉为“豫剧梅兰芳”、“豫剧大王”、“豫剧皇后”。她是豫剧六大名旦之首。晚年定居于天津市。

## 生平

### 民国时期
陈素真1918年3月出生于河南省开封市，生父因案入狱，其母改嫁给豫剧当红艺人陈玉亭，陈素真的“陈”姓便随其继父。受继父影响，陈素真自小就与豫剧结缘。8岁正式拜师学戏，主攻青衣及其他旦行。10岁以坤伶的身份在开封相国寺首登豫剧舞台，演出《日月图》，一时轰动河南首府。13岁，她以雍容华贵的扮相、潇洒优雅的身段、清新婉转的唱腔红遍河南全省。16岁时更被豫剧戏迷们誉为“河南梅兰芳”。17岁时结识了有现代豫剧之父之称的樊粹庭，樊粹庭为陈素真量身编写了《凌云志》、《三拂袖》等新戏，新戏的演出使其拥有了“豫剧皇后”和“豫剧大王”的美誉。
1936年春，陈素真应上海百代公司之约灌制了《三上轿》等10张豫剧唱片。后因嗓子不适，而赴北平学京剧的功戏（武打），学会后返回开封演出，再次引起轰动，跃升为豫剧“三鼎甲”之首。1937年抗日战争爆发后，陈素真与樊粹庭合办狮吼剧团。为了唤起广大群众的救国热情，他们排演了《涤耻血》一剧。多次募捐演出 ，支援前方抗战，救济了东北流亡的学生。

### 共和国时期
1952年9月，陈素真赴武汉市参加中南区第一届戏曲会演，她以豫剧《三拂袖》的演出荣获最高奖——个人奖。1953年陈素真组建“兰州素真豫剧团”，却因刚正不阿的脾气，得罪了甘肃省文化局一名官员。此官员纠集同党，以“朋鸟”之名在《戏剧报》上撰《人民不欢迎这样的“名演员”》一文诋毁陈素真，把她描述成对剧团演员进行盘剥和欺诈的资本家。甘肃省委、省政府经过调查后认定文章完全是诬蔑诽谤。《戏剧报》的主编田汉在弄清事实后在《人民日报》上发表《人民需要这样的演员》为陈素真正名。
1956年12月底，陈素真加入到河北省豫剧团，成了该剧团的台柱。1958年，陈素真被调往邯郸戏曲学校任教，1962年，又调入天津市豫剧团。1963年到1967年，陈素真被中国大陆极左路线的人扣上“右派”、“反动学术权威”的帽子，陈素真被迫离开了舞台，文革浩劫，使其受尽磨难。二儿子王凤山考取大学但因政审不予通过而自杀更给陈素真更大的打击。1979年，文革结束后，她又重新登上舞台。1988年，70岁高龄的陈素真正式收牛淑贤为入室弟子。1994年3月29日，陈素真在郑州市逝世。

## 相关诗歌
|                             | 中州云起几歌仙，苦练勤修数汝先。 几度弓腰明月下，何妨碎步铁窗前。 袖舞辛酸艳容女，辫飞情焰叶含嫣。 人民要汝添光彩，珍重金喉昔盛年。 |
| ——《田汉赠陈素真同志》—田汉 | |